# Ramón María Moreno González
Ramón María Moreno González es un embajador de España en Camerún, Chad y República Centroafricana de 2018 hasta 2022.
Nació en Salamanca en 1961. Cursó estudios universitarios en la Universidad Complutense de Madrid, licenciándose en Derecho. Ingresó en la carrera diplomática en 1988.  
Ha estado destinado en las Embajadas de España en Mozambique (1988-92)y Nicaragua (1992-94)como Segundo Jefe y como Cónsul General Adjunto en Milán (1994-97). De 1999 a 2004 ocupó el puesto Consejero en la Embajada de España en Santa Sede.
En Madrid, a lo largo de su carrera ha ocupado diferentes puestos de responsabilidad especialmente en el área de Protocolo, siendo Subdirector General de Protocolo y Ceremonial del Estado en Presidencia del Gobierno (2005-2009), Segundo Introductor de Embajadores (Subdirector General de Viajes, Visitas, Cancillería y Órdenes 2011-2012) y Vocal Asesor de Protocolo en el MAEC (2017-18).
Tiene una extensa experiencia en temas asiáticos, habiendo ocupado el puesto de Segundo Jefe en la Embajada de España en India (2009-11)y el de director general de Casa Asia (2012-17).Como director de esta última institución fue patrono nato de las cuatro Fundaciones Consejo España Asia-Pacífico y, entre las muchas actividades realizadas, participó en la organización por Casa Asia de distintas “Tribunas” (equivalentes a los Foros, pero en la terminología de Casa Asia) con varios países de la zona Asia-Pacífico.   
También ha sido Profesor visitante en temas de Relaciones Internacionales (especialmente asiáticos) y de Protocolo en numerosas universidades e instituciones españolas, desde la Escuela Diplomática o la universidad de Valladolid a la Complutense o la Pompeu Fabra de Barcelona. Actualmente es Secretario General de:
- Fundación Consejo España-Japón[9]
- Fundación Consejo España-China[10]
- Fundación Consejo España-India[11]
- Fundación Consejo España-Australia[12]

Está en posesión de numerosas condecoraciones españolas y extranjeras.